# Złota kolekcja: Czas jak rzeka
Złota kolekcja: Czas jak rzeka – album kompilacyjny Czesława Niemena wydany w roku 2000. Muzyka zawarta na płycie została cyfrowo poprawiona przez samego Czesława Niemena.
Składanka uzyskała certyfikat platynowej płyty.

## Utwory
1. „Przyjdź w taką noc”
2. „Sen o Warszawie”
3. „Wspomnienie”
4. „Pod papugami”
5. „Hej dziewczyno hej”
6. „Czy mnie jeszcze pamiętasz”
7. „Zabawa w ciuciubabkę”
8. „Wiem, że nie wrócisz”
9. „Stoję w oknie”
10. „Klęcząc przed Tobą”
11. „Płonąca stodoła”
12. „Czas jak rzeka”
13. „Obok nas”
14. „Sukces”
15. „Dziwny jest ten świat”
16. „Nim przyjdzie wiosna”
17. „Pokój”
18. „Jołoczki i sosinoczki”
19. „Italiam, Italiam”
20. „Dobranoc”
21. „Proroctwo Wernyhory”